# Halaphanolaimus lorenzeni
Halaphanolaimus lorenzeni is een rondwormensoort uit de familie van de Leptolaimidae. De wetenschappelijke naam van de soort is voor het eerst geldig gepubliceerd in 1972 door Boucher & Bovée.